# Humphrey Searle
Humphrey Searle (26. srpna 1915 – 12. května 1982) byl anglický hudební skladatel a pedagog.

## Život
Narodil se roku 1915 v Oxfordu, studoval na londýnské konzervatoři Royal College of Music (mezi jeho pedagogy zde patřili John Ireland a Gordon Jacob) a následně odjel na šestiměsíční stipendium do Vídně, kde soukromě studoval u Antona Weberna. Roku 1938 začal pracovat pro BBC. Později se začal věnovat výhradně skladatelské činnosti. Skládal různé orchestrální skladby, klavírní sonáty, skladby pro hlas a orchestr, komorní hudbu, skladby pro kytaru, balety i opery. Rovněž se věnoval skládání hudby pro film, například pro film Strašení režiséra Roberta Wise. Rovněž se věnoval pedagogické činnosti, mezi jeho žáky patřili vedle jiných Michael Finnissy a John Cale. Výrazně se zabýval dílem klavíristy a skladatele Ference Liszta. Zemřel roku 1982 v Londýně ve věku 66 let.